# Shag Rocks
The Shag Rocks (Skały kormoranów) – grupa sześciu niewielkich skalistych wysepek należących do Wielkiej Brytanii na południowym Atlantyku w odległości około 250 km na zachód od Georgii Południowej i około 1000 km na wschód od Falklandów. Stanowią część zamorskiego terytorium: Georgia Południowa i Sandwich Południowy. Wysepki są niezamieszkane a ich łączna powierzchnia wynosi poniżej 20 ha. Najwyższy punkt osiąga wysokość 75 metrów n.p.m. Część podwodna ma około 319 metrów głębokości. Przeciętne temperatury osiągają od -1,2°C do ponad 15°C (rzadko). Nie ma znaczącej roślinności. Wyspy zasiedlają kormorany niebieskookie, petrelki i albatrosy wędrowne. W odległości 16 km na południowy wschód od Shag Rocks znajduje się malutka skalista wysepka Black Rock.